# Blåisen
Blåisen är en dal i Antarktis. Norge gör anspråk på området.